# De Kleintjes Pils
De Kleintjes Pils (Band), ook wel Kleintje Pils (niet het dweilorkest Kleintje Pils), was een muziektrio uit Volendam dat tussen 1970 en 1990 rond negen singles uitbracht. Het trio bestond oorspronkelijk uit Tom Koning, Jaap Kras en Klaas Tol en bracht feestelijke Nederlandstalige muziek. In 1987 verliet Klaas Tol de band en werd hij vervangen door Harry Keizer.
Het trio coverde in 1982 de single Santa Maria van de Volendamse zanger Joop Buys (Vracht) die op nummer 1 terechtkwam van de Nederlandstalige Top 10.
Acht liedjes van De Kleintjes Pils kwamen terecht in de Volendammer Top 1000, een publiekslijst die eenmalig in 2013 door de luisteraars van 17 Noord-Hollandse radio- en televisiestations werd samengesteld.

## Discografie
De Band bracht geen albums uit. Wel staan de volgende singles op hun naam:
- 1970 - Bier uit blik / Flip flap, Delta
- 1975 - Aha, dat is Marie / Met karnaval, EMI
- 1976 - Gran Canaria / Lanzarote, CNR
- 1981 - Kermis vieren / De party, Polydor
- 1981 - Ik neem géén bloemen voor je mee / Piet Krediet, CNR
- 1982 - De Santa Maria / Country Joe, CNR
- 1983 - Sombrero, grote Vakantie '83, CNR
- 1987 - Laten we dansen / Ave Maria, CNR
- 1990 - De Zuiderzee / De avond is nog jong, Indisc